# Kumbhraj
Kumbhraj là một thị xã và là một nagar panchayat của quận Guna thuộc bang Madhya Pradesh, Ấn Độ.

## Địa lý
Kumbhraj có vị trí 24°22′B 77°03′Đ / 24,37°B 77,05°Đ Nó có độ cao trung bình là 419 mét (1374 feet).

## Nhân khẩu
Theo điều tra dân số năm 2001 của Ấn Độ, Kumbhraj có dân số 13.999 người. Phái nam chiếm 52% tổng số dân và phái nữ chiếm 48%. Kumbhraj có tỷ lệ 57% biết đọc biết viết, thấp hơn tỷ lệ trung bình toàn quốc là 59,5%: tỷ lệ cho phái nam là 67%, và tỷ lệ cho phái nữ là 45%. Tại Kumbhraj, 18% dân số nhỏ hơn 6 tuổi.